# Mangrovefluiter
De mangrovefluiter (Pachycephala cinerea; synoniem: Pachycephala grisola) is een zangvogel uit de familie Pachycephalidae (dikkoppen en fluiters).

## Verspreiding en leefgebied
Deze soort komt wijdverspreid voor in de kustregio's van Zuidoost-Azië en telt twee ondersoorten:
- P. c. cinerea: van noordoostelijk India tot Indochina en de Grote Soenda-eilanden.
- P. c. plateni: Palawan (westelijke Filipijnen).

## Status
De grootte van de populatie is niet gekwantificeerd maar de soort wordt omschreven als algemeen in India en schaars tot vrij algemeen in Zuidoost-Azië. Op de Rode lijst van de IUCN heeft deze soort de status niet bedreigd.